# Eliza Courtney
Pour les articles homonymes, voir Courtney.
Eliza Courtney (20 février 1792– 2 mai 1859) était la fille adultérine de l'homme politique britannique et futur Premier ministre Whig Charles Grey et de la célèbre Georgiana, duchesse du Devonshire. Elle fut élevée par ses grands-parents paternels.

## Biographie
Eliza Courtney est née en France, à Aix-en-Provence le 20 février 1792. Elle fut conduite en Northumberland dans le Nord de l'Angleterre et élevée par les parents de son père, Charles Grey, général britannique et sa femme. 
À la différence des enfants naturels du mari de sa mère biologique, duc de Devonshire, Eliza ne fut pas admise à Devonshire House, le palais des ducs du Devonshire à Londres. Sa mère, Georgiana, ne pouvait la reconnaître officiellement et ne la voyait que rarement ; plusieurs poèmes mélancoliques écrits par la mère pour sa fille ont survécu.

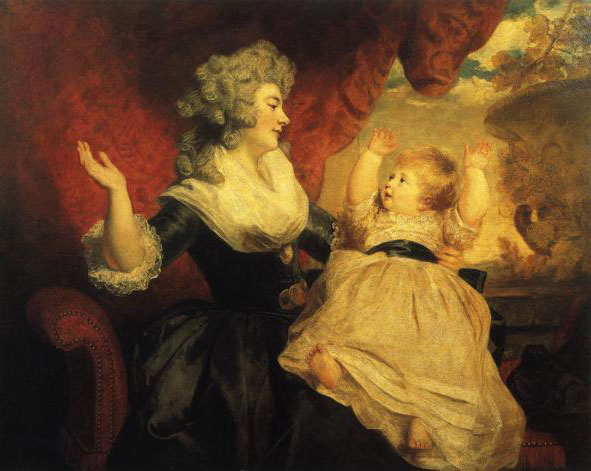
Sa mère avec un enfant plus âgé
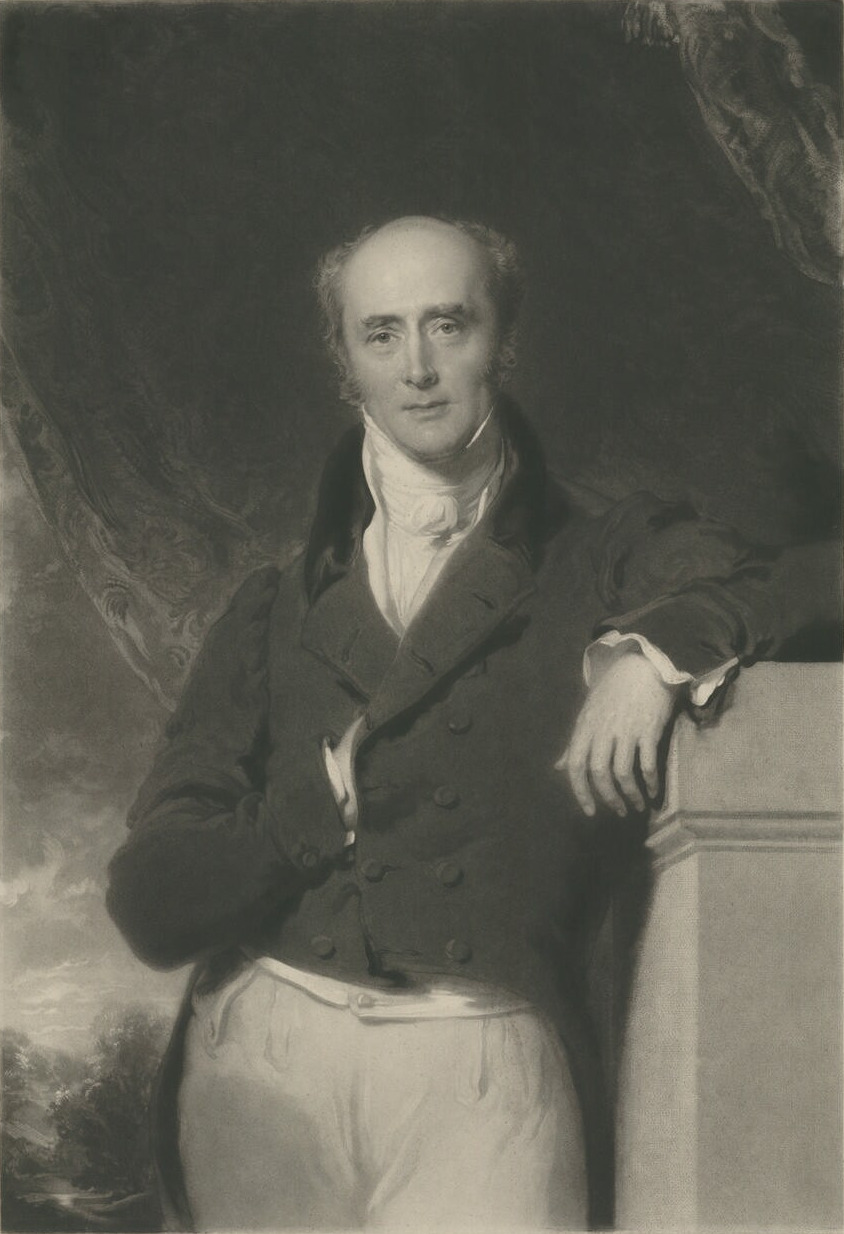
Son père

## Descendance
Eliza Courtney est une ancêtre de Sarah Ferguson.